# Pitbull (artist)
Armando Christian Pérez, född 15 januari 1981 i Miami, Florida, mer känd under artistnamnet Pitbull, är en amerikansk rappare och sångare. Första albumet han medverkade i var artisten Lil Johns album Kings of Crunk från 2002. År 2004 släppte han sitt debutalbum M.I.A.M.I. (förkortning för Money Is a Major Issue) på TVT Records. Sedan dess har släppt ytterligare två album på samma skivbolag, El Mariel 2006 och The Boatlift 2007. Under 2009 släppte han albumet Rebelution, där singlarna "I Know You Want Me (Calle Ocho)" och "Krazy" finns med. Den senare nådde som högst #30 på Hot 100 och #11 på Hot Rap Tracks medan "I Know You Want Me" nådde som högst #2 på Hot 100 och topp tio i Storbritannien, Kanada, Italien och Nederländerna. Sången nådde en första plats i Frankrike och på European Hot 100. Han skrev senare på för Polo Grounds Music genom Sony Music och skapade sitt eget skivbolag Mr. 305 Inc. Även singlarna "Blanco" med Pharrell Williams från The Neptunes som gästartist och "Hotel Room Service" som nådde #9 på Hot 100 fanns med på albumet Rebelution.
Sedan november 2013 har singeln Timber med Kesha toppat många listor runt om i världen.
Pérez är även programledare för sitt eget spanskspråkiga TV-program La Esquina (spanska för Hörnan) som sänds på TV-kanalen Mun2.
År 2005 grundade Pérez och rapparen Sean Combs tillsammans skivbolaget Bad Boy Latino som ett dotterbolag till Combs skivbolag Bad Boy Records.
Han sjöng även den officiella fotbolls-VM låten We are one (Ole Ola)  till Världsmästerskapet i fotboll 2014 i Brasilien.

## Diskografi
- M.I.A.M.I.: Money Is a Major Issue (2004)
- Money Is Still A Major Issue (2005)
- El Mariel (2006)
- The Boatlift (2007)
- Rebelution (2009)
- Armando (2010)
- Planet Pit (2011)
- Pitbull - International Love ft. Chris Brown (2011)
- Pitbull - Back In Time
- Global Warning (2012)
- Global Warming: Meltdown - Deluxe Version (2012)
- Globalization (2014)
- Dale (2015)
- Climate Change (2017)
- GOTTI - Original Motion Picture Soundtrack (2018)

Listan är ofullständig. Vissa EP och singlar samt vissa specialutgivna album saknas.
'